# Bengt Bengtsson (meteorolog)
Bengt Alrik Bengtsson, född 28 december 1921 i Engelbrekts församling i Stockholms stad, död 30 mars 2024 i Vällingby distrikt i Stockholms län, var en svensk meteorolog.

## Biografi
Bengtsson avlade studentexamen 1942. Han avlade 1952 filosofie kandidat-examen och 1955 filosofie licentiat-examen i meteorologi vid Uppsala universitet. Han var meteorolog vid flygvapnet från 1946, från 1948 vid Flygstaben. År 1955 utnämndes han till 1. stabsmeteorolog vid flygvapnet. Åren 1955–1972 var han avdelningschef vid Militära vädertjänstens centralorgan samt 1972–1986 stabsövermeteorolog och inspektör för militära vädertjänsten, från 1973 som överste av första graden. Han var chef för Vädertjänstledningen i Flygstaben och personalkårschef för Meteorologkåren 1983–1986.
Bengt Bengtsson invaldes som ledamot av Kungliga Krigsvetenskapsakademien 1978. Han är begravd på Norra begravningsplatsen utanför Stockholm.

### Utmärkelser
- Riddare av Nordstjärneorden, 1968.[8]